# Sphagnum dusenioides
Sphagnum dusenioides är en bladmossart som beskrevs av Roivainen 1937. Sphagnum dusenioides ingår i släktet vitmossor, och familjen Sphagnaceae. Inga underarter finns listade i Catalogue of Life.